# Церковь Святого Мартина (Мюнстер)
Церковь Святого Мартина (нем. St. Martini) — барочная католическая церковь в историческом центре города Мюнстер (федеральная земля Северный Рейн-Вестфалия). Церковь расположена в квартале, образованном улицами Martinstraße, Martinkirchhof, Neubrückenstraße и Stiftsherrenstraße в северо-восточной части исторического центра города. Это одно из старейших архитектурных сооружений в Мюнстере, которое пережило бомбардировки союзнической авиации во время второй мировой войны.

## История

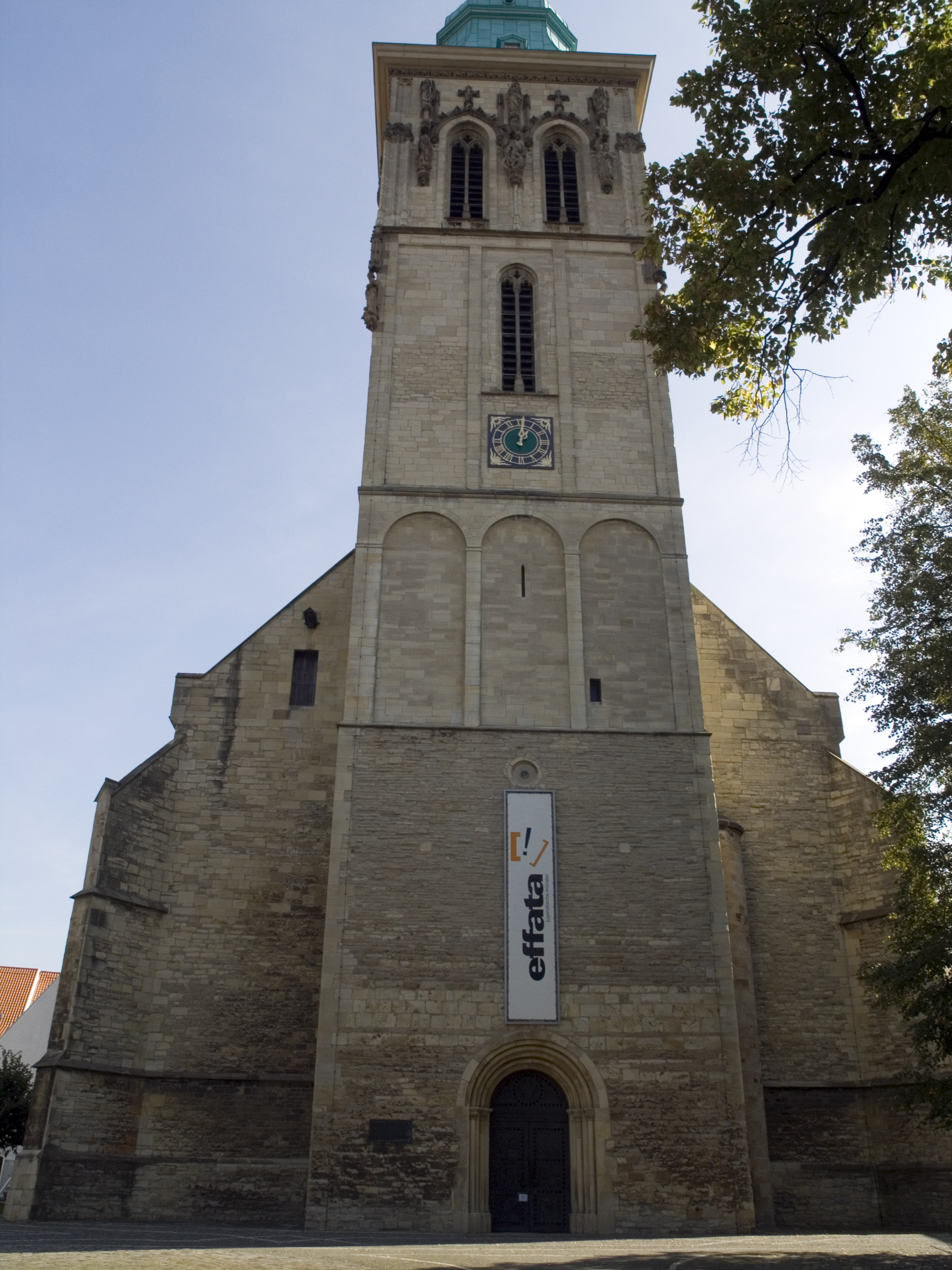
Колокольная башня на романском основании

Опираясь, на косвенные доказательства, историки датируют возникновение церкви Святого Мартина 1187 годом. Церковь также упоминается в документе епископа Оттона I Ольденбургского в 1217 году, где говорится, что 30 лет назад епископ Герман II фон Катценельбоген выкупил у кафедрального собора один из феодов и даровал доходы с него церкви Святого Мартина.

В то время это была трёхнефная базилика в романском стиле. В современном здании от этой первоначальной базилики сохранилась только нижняя часть колокольной башни. В 1480 году высота колокольни была увеличена на два этажа, а в 1760 году островерхое шатровое завершение башни было заменено на барочный капот, построенный по проекту Иоганна Конрада Шлауна. Тогда же базилика была перестроена в зальный храм с рядами круглых колонн.
В 1654 году в церкви была установлена икона Святого Мартина работы художника Иоганна Бронкорста, которая с 1998 года выставляется в городском музее Мюнстера.
С начала XIII века церковь Святого Мартина была центром деканата, который не был секуляризирован во время медиатизации 1803—1806 годов, а был упразднён только 14 ноября 1811 года, когда церковь Святого Мартина стала обычной приходской церковью.
В 1959 году в церкви был установлен орган работы органной фирмы Крайенбринк. Со 2 декабря 2007 года церковь Святого Мартина относится к деканату церкви Святого Ламберта.